# Taja Vovk van Gaal
Taja Vovk van Gaal, geborene Tatjana Čepič (geb. vor 1980) ist eine slowenische Kulturhistorikerin und Kreativdirektorin am Haus der Europäischen Geschichte.
Sie studierte Geschichte und Soziologie an der Universität Ljubljana und arbeitete seit den 1980er Jahren an Museen in Zagreb und Ljubljana. Sie leitete das Stadtmuseum von Ljubljana von 1997 bis 2006. Von 2006 bis 2010 arbeitete sie bei der Europäischen Kulturstiftung. Von 2011 bis Juni 2017 leitete sie für das Europäische Parlament die akademische Projektgruppe zum Haus der Europäischen Geschichte. Seither arbeitet sie dort als Kreativdirektorin.
Sie war Vorsitzende des Museumsrates beim Kulturministerium von Slowenien, Mitglied im Vorstand im European Museum Forum und im Vorstand des Projektes Europeana (2011–2015).

## Schriften
- "Homo sum --- " : Ivan Hribar in njegova Ljubljana, Ljubljana 1997
- New Year's Eve celebrations in Ljubljana in the 20th century, Katalog Ljubljana 2001
- Our common past: The Museum Presenting a Transnational View of European History, 2017 Green European Journal online
- mit Constanze Itzel: Eastern Europe in the Future House of European History, Vortrag 2011, in: Włodzimierz Borodziej; Joachim von Puttkamer: Europa und sein Osten: Geschichtskulturelle Herausforderungen (Europas Osten im 20. Jahrhundert, Band 1), Imre Kertész Kolleg, München 2012 ISBN 978-3486715934
- mit Christine Dupont: The House of European History. In: Bodil Axelsson u. a. (Hrsg.): Entering the Minefields: the Creation of New History Museums in Europe. Linköping 2012, S. 43–53.